# Monaco (jeu vidéo)
Pour les articles homonymes, voir Monaco (homonymie).
Monaco, de son nom complet Monaco: What's Yours Is Mine, est un jeu vidéo indépendant d'infiltration et d'action créé par Andy Schatz dont la sortie est annoncée pour le 24 avril 2013. Il propose une expérience multijoueur coopérative en vue aérienne, dont l'action se déroule à Monaco.
Le jeu a remporté le Grand prix Seumas-McNally et le prix d'excellence en Design à l'Independent Games Festival de 2010 et est l'un des trois premiers jeux sélectionnés pour un financement par l'Indie Fund.

## Système de jeu

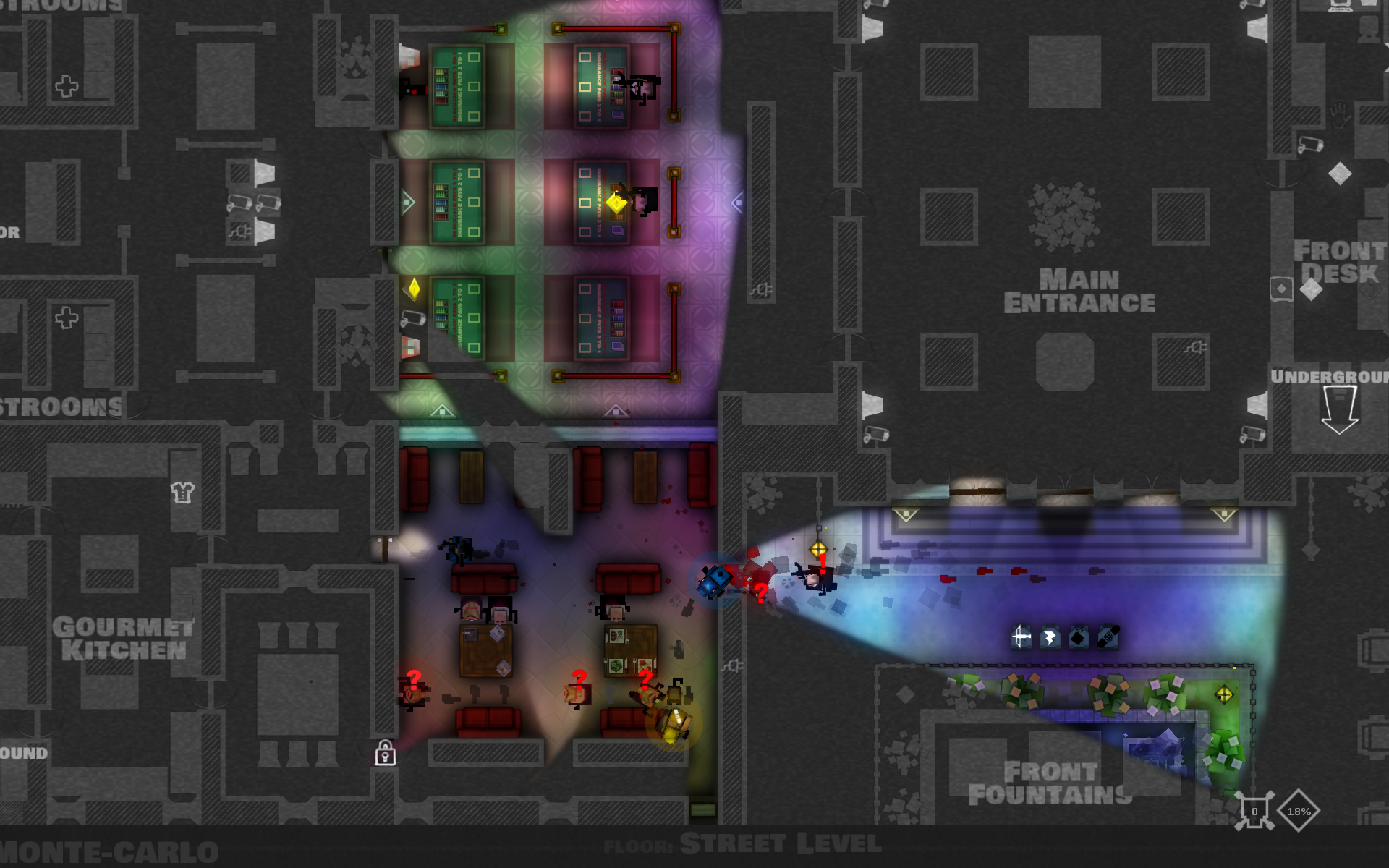
Le braquage du casino de Monte-Carlo.

Le jeu se présente sous la forme d'un jeu d'infiltration à forte influence coopérative. 
À l'écran, le joueur suit l'action d'une vue-de-dessus, à la manière d'un plan. La lumière et les couleurs ont une importance primordiale dans l'esthétique, mais également dans le gameplay, puisqu'elles représentent le champ de vision des personnages. Le joueur ne voit donc jamais l'écran de façon totale. 
Les objectifs de missions sont divers : par exemple ramasser des objets comme des bijoux ou des passeports avant de s'enfuir. Chaque mission peut être réalisée de multiples façons (furtivement ou non), selon le choix du joueur et les habilités de son personnage.
Des pièces peuvent être récoltées sur le niveau. Chaque pièce non ramassée engrange un malus sur le temps de réalisation de la mission, empêchant donc de figurer dans les meilleurs classements, opposant le joueur avec les milliers d'autres.
Le jeu contient également un mode zombie (modifiant principalement les couleurs du jeu), un mode classique (tel qu'il l'était avant une mise à jour majeure), ainsi qu'un mode PvP à quatre.
La version Steam du jeu comprend le Steam Workshop, permettant aux joueurs de créer et de partager leurs niveaux.

## Trame
Le Locksmith (en français : le Serrurier) est interrogé par l'inspecteur Voltaire sur ses récentes activités avec le Pickpocket, le Cleaner (en français : le Nettoyeur) et la Lookout (en français : la Guetteuse). Le Locksmith décrit l'évasion des criminels de la prison de Monaco avec un autre détenu, la Mole (en français : la Taupe, pour agent dormant). Ils rencontrent le Gentleman alors qu'ils volent des passeports et de l'argent pour les faire sortir clandestinement du pays. Ils montent à bord du yacht du Gentleman , piégé à leur insu, et tentent de quitter le port. Le Gentleman reçoit un appel téléphonique anonyme d'un homme qu'il identifiera plus tard comme étant Davide, après quoi le bateau explose. Après avoir reçu des soins médicaux dans un hôpital, les voleurs aident le Gentleman à éliminer les preuves d'un précédent vol et à sauver sa petite amie, la Redhead (en français : la Rousse). Le groupe continue à voler des objets de valeur et engagent le Hacker. Alors qu'ils tentent de voler dans le casino de Monte-Carlo, ils sont arrêtés par la police et ramenés en prison.

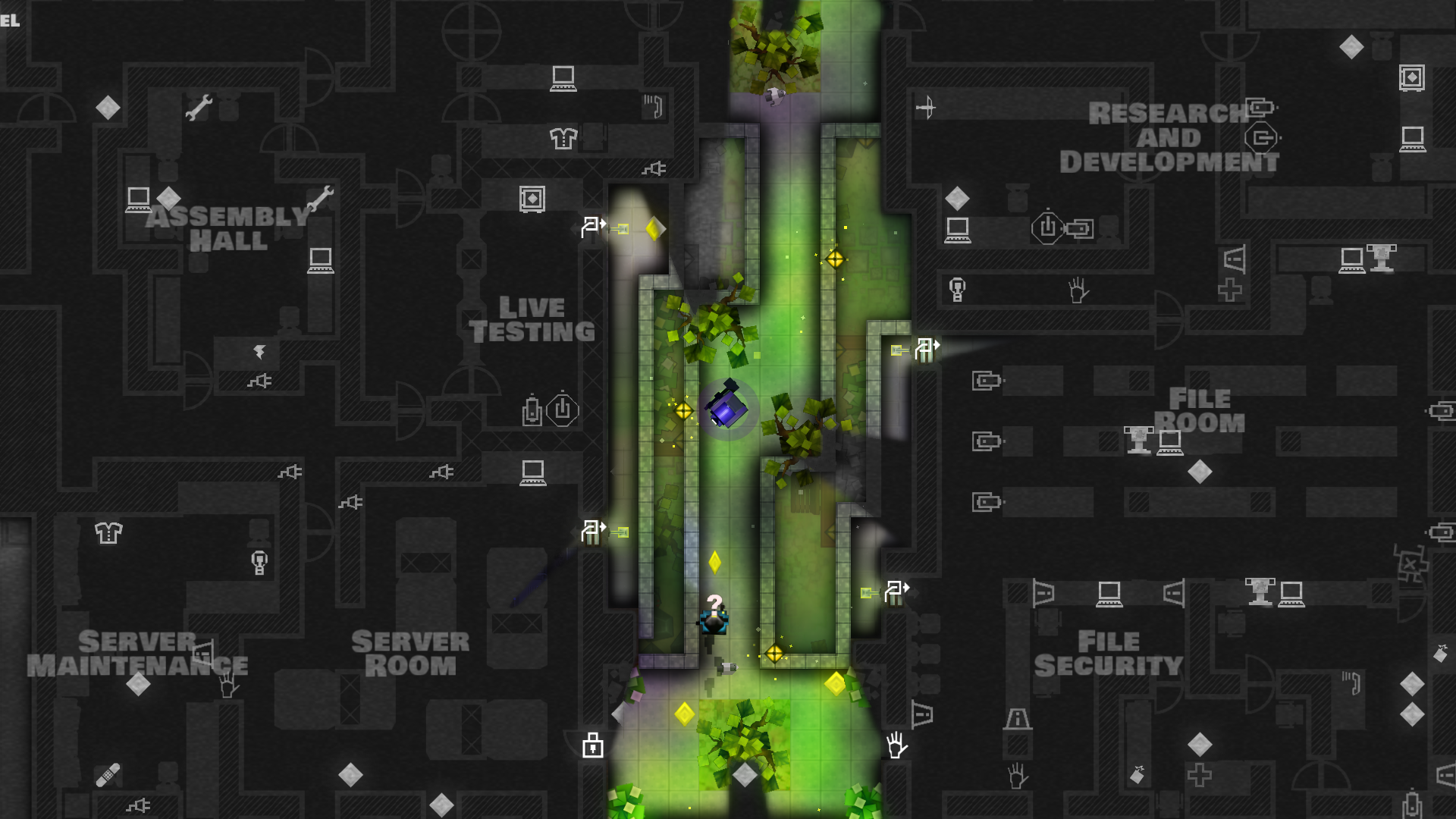
La Taupe, de couleur violette, en train de percer un mur.

Le Pickpocket, le prochain à être questionné par l'inspecteur, se souvient toutefois différemment des événements par rapport au Locksmith. Il rapporte que le Hacker, la Redhead et le Gentleman se sont échappés avec eux. Le Gentleman connaît des troubles avec la justice en ce qui concerne ses affaires financières, ce qui pousse les voleurs à s'échapper et à récupérer son argent. Cela intrigue l'inspecteur Voltaire, qui pense que l'argent a servi à les faire sortir clandestinement du pays, alors que le Pickpocket affirme qu'il a servi à faire transporter illégalement des armes. Le Pickpocket révèle que les escrocs ont délibérément fait exploser le bateau pour distraire Interpol. Plus tard, on croit que Davide a été assassiné dans une boîte de nuit jusqu'à ce que l'inspecteur Voltaire reçoive un appel téléphonique révélant que l'ADN de Davide ne correspond à aucun des corps. Pour brouiller davantage la police, les voleurs ont placé des preuves avec les empreintes digitales de Davide sur une autre scène de crime. Après avoir avoué cela à l'inspecteur Voltaire, le Pickpocket révèle qu'il était un espion envoyé par Interpol. Le Pickpocket prétend que le Gentleman a pris l'identité de Davide et que si l'inspecteur Voltaire tente de confirmer l'histoire, le Gentleman saura que l'un de ses complices est un espion.
Lui proposant le droit d'asile, l'inspecteur Voltaire discute ensuite avec la Lookout pour obtenir plus d'informations sur les antécédents des voleurs. L'inspecteur Voltaire pose des questions sur la Mole, qui, selon la Lookout, a déjà été attrapée. Elle lui parle ensuite d'elle-même et dit qu'elle vole à cause d'une "dette morale". Lorsqu'elle discute des raisons pour lesquelles le Locksmith ne respecte pas la loi, elle rappelle la fois où il s'est fait casser la main après avoir été surpris en train de compter les cartes au blackjack. La Lookout informe l'inspecteur Voltaire que le Pickpocket était riche avant d'être arrêté et que le Hacker a également eu des ennuis auparavant après avoir été surpris en train de s'introduire dans le quartier général d'Interpol. Elle dit que le Gentleman a informé la police, ce qui a permis leur arrestation. Elle lui révèle aussi des informations au sujet du Cleaner et de la Redhead.
Plus tard, l'inspecteur Voltaire et Candide, un gendarme, apprennent que le Locksmith, la Lookout, le Pickpocket et le Hacker se sont échappés de la prison. Les deux hommes tentent sans succès de capturer les voleurs. Ils rencontrent le Gentleman, pour qui Candide travaille. Ce dernier empoisonne l'inspecteur Voltaire, puis la Mole se débarrasse de son corps.

## Personnages

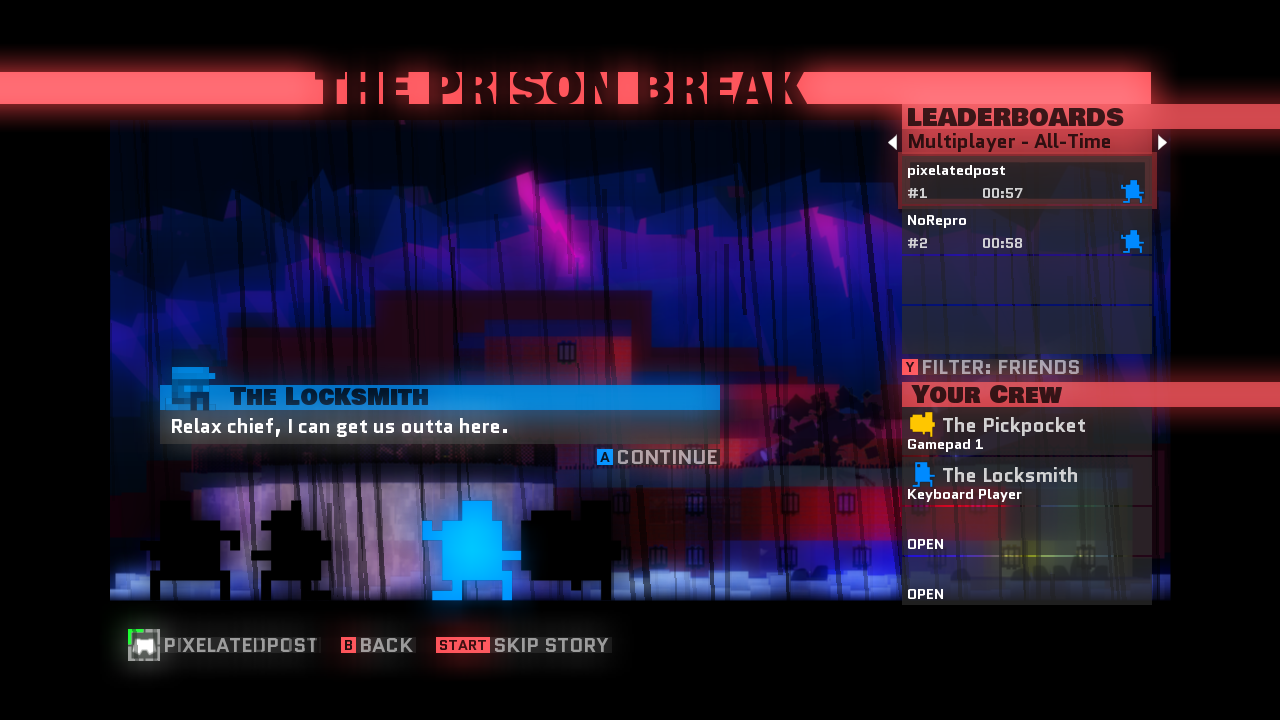
Ecran de choix des personnages avant une mission.

L'équipe de voleurs du jeu est composée de huit membres, chacun étant jouable par le joueur et ayant des compétences différentes :
The LocksmithThe Locksmith ("Le Serrurier") est jouable dès le début du jeu. Sa couleur distinctive est le bleu. Il peut crocheter plus rapidement les portes et les coffres que tous les autres personnages. Il ouvre également plus rapidement les caisses enregistreuses et les distributeurs de billets.
The PickpocketThe Pickpocket ("Le Pickpocket") est jouable dès le début du jeu. Sa couleur distinctive est le jaune. Il possède un singe domestique, nommé Hector, qui peut ramasser les pièces présentes sur la carte sans alerter les gardes. Le Pickpocket peut également se cacher dans les buissons et les arbres plus rapidement que tous les autres personnages.
The CleanerThe Cleaner ("Le Nettoyeur") est jouable dès le début du jeu. Sa couleur distinctive est le rose. Il peut endormir les ennemis non suspicieux (qui n'ont pas un niveau de suspicion rouge, indiqué au-dessus de leur tête) pendant un moment. Il a pour capacité d'utiliser les trousses de soin plus rapidement que les autres personnages.
The LookoutThe Lookout ("L’Éclaireuse") est jouable dès le début du jeu. Sa couleur distinctive est le rouge. Elle peut voir tous les PNJ du niveau quand elle est furtive ou immobile. Son habileté secondaire est de pouvoir grimper dans les ventilations, ouvrir les fenêtres et monter les escaliers plus rapidement que les autres personnages.
The MoleThe Mole ("La Taupe") est un personnage débloqué après la mission : "HIJACK AT THE HAIRPIN". Sa couleur distinctive est le violet. Il peut creuser à travers la plupart des surfaces présentes dans le jeu. Il pénètre également dans les passages secrets et ouvre les caisses à bijoux plus rapidement que les autres personnages.
The GentlemanThe Gentleman ("Le Gentleman") est un personnage débloqué après la mission : "MANOIR MOUCHARDER". Sa couleur distinctive est le bleu-vert. Il est déjà déguisé lorsqu'il commence une mission et son costume se régénère lorsqu'il se cache. Il peut enfiler les déguisements présents dans le niveau et entrer dans le véhicule de fuite plus vite que les autres personnages.
The HackerThe Hacker ("Le Pirate") est un personnage débloqué après la mission : "CENTRE HOSPITALIER". Sa couleur distinctive est le vert. Il a la possibilité de créer des virus depuis les prises murales, désactivant alors les équipements électroniques alentour, ainsi que de hacker les ordinateurs et les caméras de surveillance plus rapidement que les autres personnages.
The RedheadThe Redhead ("La Rousse") est un personnage débloqué après la mission : "DISCOTHÈQUE ROUGE". Sa couleur distinctive est le orange. Elle peut charmer un ennemi afin de le calmer lorsqu'il est suspicieux ou agressif, ceux-ci peuvent alors ouvrir les portes instantanément. Le charme est perdu lorsqu'elle s'éloigne trop. Elle a pour faculté de réanimer ses coéquipiers morts plus vite que les autres personnages.

## Équipements
Le jeu propose huit équipements différents, tous récupérables sur la carte en fonction des missions. Une fois ramassé, le joueur peut utiliser l'équipement une fois. Afin de pouvoir l'utiliser de nouveau, il doit ramasser dix pièces. Tous les personnages peuvent utiliser chacun des équipements et aussi efficacement. Ceux-ci sont :
The ShotgunThe Shotgun ("Le fusil à pompe") est une arme à feu tirant six cartouches en cône, chacune pouvant tuer un PNJ. Après un coup de feu, le plus proche garde viendra pour vérifier la zone.
The Machine GunThe Machine Gun ("La mitraillette") tire 12 balles en rafale en ligne droite, chacune pouvant tuer un PNJ. Si le personnage se déplace pendant le tir, il sera moins précis. Après un coup de feu, le plus proche garde viendra pour vérifier la zone.
The TranquilizerThe Tranquilizer ("L'arbalète tranquillisante") est une arme silencieuse permettant d'endormir un PNJ à distance à la façon du Cleaner.
The C4The C4 (« Le C4 ») est un objet que le personnage pose à ses pieds, explosant trois secondes après. L'explosion détruit tout à cinq blocs à la ronde excepté les murs en acier, les pièces et les objets de quête. De plus, si l'explosif est placé à côté d'un coffre, il répand les pièces aux alentours comme s'il avait été ouvert manuellement par le joueur.
The WrenchThe Wrench (« La clé à molette ») est un outil permettant d'effectuer immédiatement une action comme ouvrir une porte, un coffre, changer d'étage ou bien utiliser le véhicule de fuite mais pas de réanimer un coéquipier. Il est intéressant de noter qu'ouvrir une porte à scanner de cette façon ne déclenche pas d'alarme. La clé peut être utilisée à un autre escient : elle peut également tuer silencieusement un PNJ.
The EMPThe EMP (« L'IEM ») éteint tous les équipements électroniques du niveau à partir du joueur. Ainsi, les équipements les plus proches du joueur seront éteints en premier et ceux les plus éloignés en dernier.
The Smoke BombThe Smoke Bomb (« La bombe de fumée ») crée un épais nuage de fumée qui trouble la vision des PNJ, permettant au joueur de s'échapper ou de les attaquer.
The Trauma KitThe Trauma Kit (« La trousse de secours ») permet de restaurer 50 % de la santé du joueur et des coéquipiers alentour. Il offre également la possibilité de réanimer un autre joueur instantanément.

## Réception
Le jeu a reçu des critiques globalement positives, totalisant un metascore de 83 sur 100 sur Metacritic.